# Robert Sweet

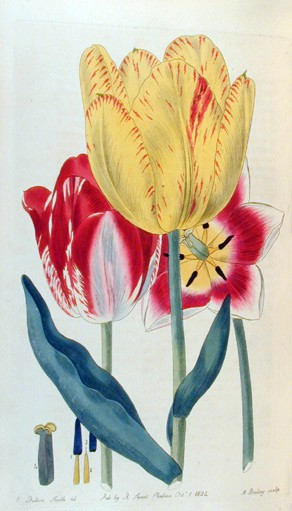
Dibujos de tulipanes realizados por E.D. Smith para la obra de Robert Swett "The British Flower Garden: coloured figures & descriptions of the most ornamental & curious hardy herbaceous plants" (1823-1829).

Robert Sweet (1783 en Cockington, Torquay, Devon-20 de enero de 1835, Chelsea (Londres) fue un botánico, horticultor y pteridólogo inglés.
En 1812 se unió a los "Viveros Colvills", la famosa firma de Chelsea, y fue elegido miembro de la Sociedad linneana de Londres.

## Especies descritas o transferidas
- Abutilon auritum (Link) Sweet
- Abutilon grandifolium (Willd.) Sweet
- Abutilon indicum (L.) Sweet
- Agonis flexuosa (Willd.) Sweet
- Argemone ochroleuca Sweet
- Babiana angustifolia Sweet
- Banksia dryandroides Sweet
- Callistemon glaucus (Bonpl.) Sweet
- Coreopsis grandiflora Sweet
- Cyanotis axillaris (L.) Sweet
- Dillwynia pungens (Sweet) Benth.
- Hakea ferruginea Sweet
- Hovea chorizemifolia (Sweet) DC.
- Ipomoea cairica (L.) Sweet
- Lablab purpureus (L.) Sweet
- Lachenalia mutabilis Sweet
- Moraea flaccida Sweet
- Orthrosanthus multiflorus Sweet
- Penaeaceae Sweet ex Guill.
- Senna barclayana (Sweet) Randell
- Sphenotoma gracile (R.Br.) Sweet
- Wahlenbergia stricta (R.Br.) Sweet

## Selección de obras
- Hortus Suburbanus Londinensis, 1818
- Geraniaceae, cinco vols., 1820-1830
- The British Flower Garden, 1823-1838
- Cistineae, 1825-1830
- Sweet's Hortus britannicus …, 1826-1827, 2ª ed. 1830, 3ª ed. 1839
- Flora Australasica …, 1827-1828
- The florits's guide, and cultivator's directory …, 1827-1832
- British Botany, con H A Weddell, (1831

## Honores

### Eponimia
Género
- (Fabaceae) Sweetia Spreng. ex DC.[1]

Especies (7 + 2 + 1 + 2 registros)
- (Amaryllidaceae) Amaryllis sweetii Herb. ex Sweet[2]

- (Amaryllidaceae) Amaryllis sweetiana Steud.[3]

- (Cistaceae) Cistus sweetianus Lojac.[4]

- (Podocarpaceae) Margbensonia sweetii (C.Presl) A.V.Bobrov & Melikyan[5]

## Literatura
- Encke, Buchheim & Seybold: Zander Handwörterbuch der Pflanzennamen; 13.ª ed. 1984, Eugen Ulmer Verlag, Stuttgart ISBN 3-8001-5042-5
- Hall, Norman (1978). Botanists of the Eucalypts. CSIRO, Melbourne. ISBN 0-643-00271-5.

- La abreviatura «Sweet» se emplea para indicar a Robert Sweet como autoridad en la descripción y clasificación científica de los vegetales.[6]